# Marilyn Mazur

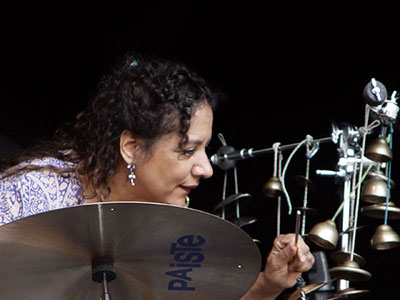
Marilyn Mazur – Percussion, 2014

Marilyn Marie Douglas Mazur (* 18. Januar 1955 in New York City) ist eine US-amerikanisch-dänische Jazzmusikerin (Perkussionistin, Schlagzeugerin, Komponistin, Pianistin, Vokalistin).

## Leben und Wirken
Mazur ist Tochter eines polnischen Vaters und einer afroamerikanischen Mutter. Bedingt durch die Arbeit ihres Vaters, des Biochemikers William Richard Douglas, lebte Mazur seit dem sechsten Lebensjahr in Dänemark. Dort erhielt sie zunächst Klavier-, Geigen- und Ballettunterricht.
In den frühen 1970er-Jahren war Mazur zunächst als Tänzerin und Pianistin in verschiedenen Tanzgruppen beschäftigt. Parallel dazu gründete sie 1973 ihre erste Band. Die meisten ihrer zahlreichen Perkussionsinstrumente erlernte sie erst im Laufe der Zeit im Selbststudium. Als Perkussionistin spielte sie zunächst mit Andreas Vollenweider, Charlie Mariano, mit Irène Schweizer und anderen Musikerinnen der Feminist Improvising Group. Ab 1980 war sie in der Gruppe Six Winds tätig; von 1982 bis 1984 leitete sie die nur aus Frauen bestehende Musik- und Theatergruppe Primi Band, zu der auch Irene Becker gehörte. Danach spielte sie mit John Tchicai und Pierre Dørge im New Jungle Orchestra. Von 1985 bis 1989 folgte das ihr Image prägende Engagement als ständige Drummerin von Miles Davis, das seinen Ausgangspunkt in der von Palle Mikkelborg geleiteten Produktion seiner Platte Aura hatte. Parallel spielte sie mit Gil Evans (1986) und mit Wayne Shorter (1987).

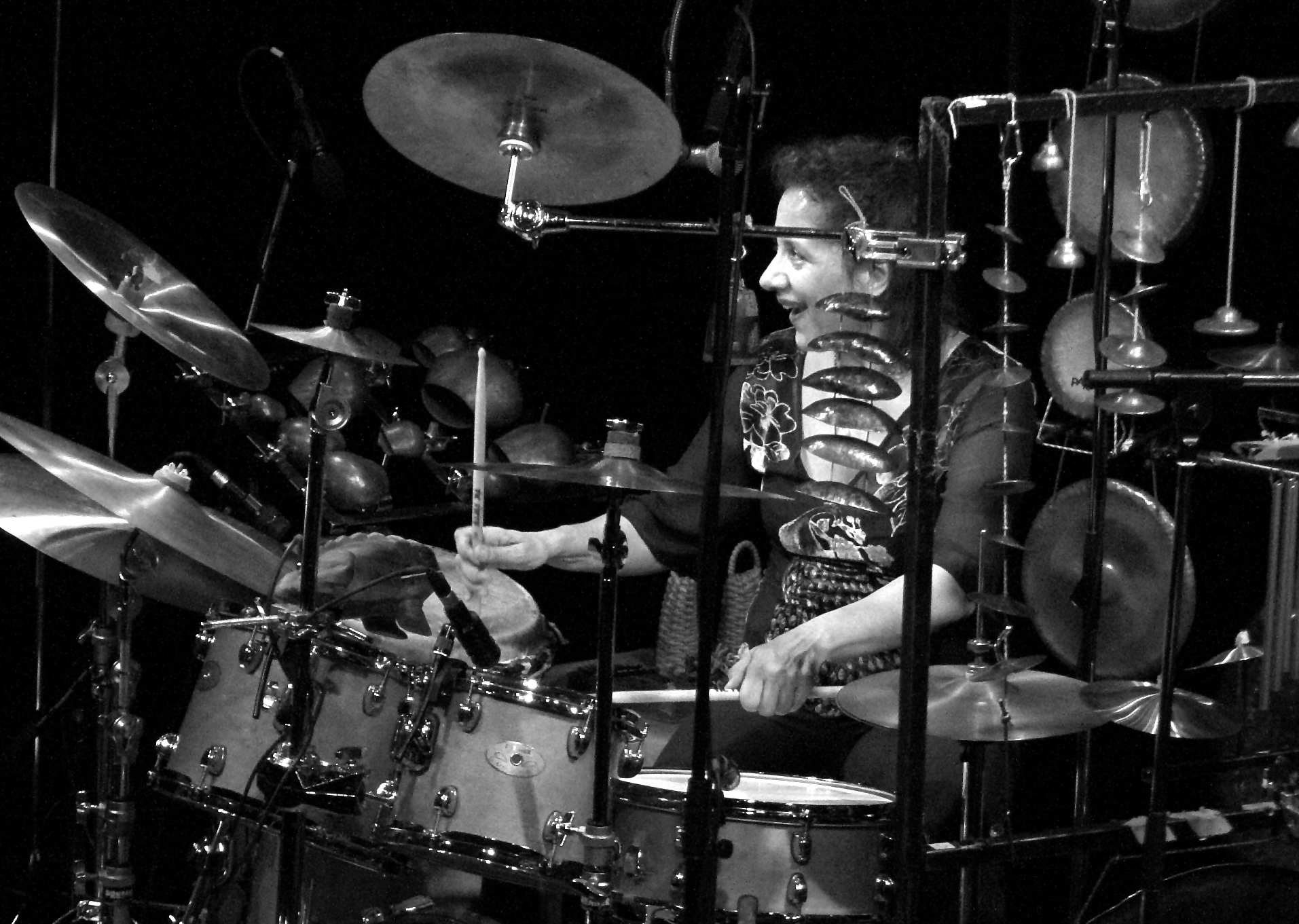
Marilyn Mazur – Schlagzeug (2008)

Daran anschließend spielte sie mit ihrem Mann Klavs Hovman sowie Peter Kowald (jeweils am Bass) und der Sängerin Jeanne Lee in der Gruppe Principle Life. 1989 gründete Mazur die Fusion-Gruppe Future Song mit der Pianistin Elvira Plenar, der Sängerin Aina Kemanis, dem Trompeter Nils Petter Molvær, Ehemann Hovman am Bass und Audun Kleive als zweitem Schlagzeuger. Den Gruppensound ergänzten der Saxophonist Hans Ulrik und der Gitarrist Eivind Aarset.
In ihrer parallel bestehenden Gruppe Percussion Paradise spielt sie mit den Perkussionistinnen Benita Haastrup, Lisbeth Diers und Birgit Løkke zusammen, zum Teil auch mit der Sängerin Josefine Cronholm. Darüber hinaus arbeitete Mazur mit Mathias Rüegg, mit Makiko Hirabayashi und mit Simon Spang-Hanssen. Sie geht seit 1991 regelmäßig mit Jan Garbarek auf Tournee.
Ende 2010 erschienen zwei Alben der Marilyn Mazur Group als Doppel-CD: Tangled Temptations & The Magic Box. Tangled Temptations beinhaltet die zum Medley arrangierte Begleitmusik zu Nullo Facchinis Tanztheaterversion von The Beggar’s Opera; The Magic Box ist eine Studioveröffentlichung der Gruppe. Celestial Circle heißt ein weiteres CD-Projekt von Marilyn Mazur, das mit weniger Elektronik auskommt.
Seit 2012 tritt Mazur zusammen mit der Sängerin Josefine Cronholm und dem Gitarristen Krister Jonsson als Mazur, Cronholm, Jonsson Trio auf. Zu ihrer Band Shamania, mit der sie 2019 bei Jazz Baltica auftrat und das gleichnamige, mit dem Preis der deutschen Schallplattenkritik ausgezeichnete Album, einspielte, gehören Musikerinnen wie Ellen Andrea Wang, Lotte Anker, Josefine Cronholm, Makiko Hirabayashi, Sissel Vera Pettersen, Hildegunn Øiseth und Lis Wessberg.

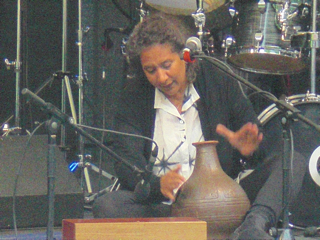
Marilyn Mazur 2011 in ihrer Formation Celestrial Circle bei der KlangArt Wuppertal

## Preise und Auszeichnungen
1983 erhielt Mazur den Ben Webster Prize und 2001 den Jazzpar-Preis. 2004 wurde sie zudem mit dem Edition Wilhelm Hansens-Preis gewürdigt, den üblicherweise nur klassische Komponisten erhalten. Das Album des Maluba Orchestra, das sie mit Fredrik Lundin und Kasper Bai leitet, wurde 2020 mit dem Dänischen Musikpreis als beste Jazzaufnahme ausgezeichnet.